# 當地球停止轉動
是一部於2008年上映的美國科幻電影，重拍自1951年的同名科幻電影。該片為大衛·史卡帕擔任編劇，劇本根據1940年哈利·貝茨所寫的經典科幻短篇小說《Farewell to the Master》及1951年愛德蒙·H·诺斯的劇本改編而成。
史考特·德瑞森執導，基努·李維飾演外星人克拉圖（Klaatu）。原作主要反映當代冷戰時期的核戰問題，新版將其中議題改為「人類」與「自然」的對立，不再是以人類的鬥爭為主題，主要提及環境保護的觀點。
電影原定在2008年5月9日發行，但之後將其延至12月12日開始於傳統及IMAX劇院上映。該片收穫普遍影評人的負面評價，根據爛番茄收集的191篇評論，僅21%給出好評，多評論電影「著重於特效，卻缺乏連貫的故事做為基礎。」於其首映週，《當地球停止轉動》在美國的票房排名中位居第一，全球進帳逾2.33億美元。家庭媒體在2009年4月7日發布。

## 劇情
不明外星球體自外太空降落至美國曼哈頓中央公園，來自曾歷經滅亡且高度發展的星球外星人克拉圖（基努·李維 飾演）到此，來拯救地球避免人類過度環境破壞。克拉圖本身對於人類抱持著負面的看法，而美國國防部長芮吉娜·傑克森（凱西·貝茲 飾演）拒絕他與聯合國交談，堅決認為著地球是「我們的」，後來克拉圖聯繫到生活在地球上70年的另一外星人，經過一番討論克拉圖決定啟動毀滅程式並盡快離開地球，消滅人類防止又一顆有生命的星球消失，人類消失，地球其他生物才得以生存。克拉圖的毀滅程式，在於巨大機器人守衛古特，世界各地降落的球體－諾亞方舟送走地球上除人類以外的生命體後，古特隨之分散化為眾多奈米甲蟲，甲蟲不斷自行分裂繁殖，形成巨大的甲蟲霧吞噬所有面前的任何建築物與人造設施。
天文學家博士海倫·班森（珍妮佛·康納莉 飾演）與其繼子雅各（傑登·史密斯 飾演），帶著克拉圖逃亡的路程中，終於說服克拉圖人類是可以改變，有著值得拯救的另一面存在。證實人類的愛之後，克拉圖等人隨即回到中央公園的球體關閉程式，警告海倫即使停止古特，人類依舊要為他們的生活付出代價。抵達中央公園，快碰觸球體前奈米甲蟲霧也同時撲來，迫使他們暫時至橋下躲避。不幸地，海倫和雅各已被奈米甲蟲侵入體內侵蝕瀕臨死亡。最後克拉圖將他們體內的甲蟲轉移到自己身上，犧牲自己衝過奈米甲蟲霧，前往碰觸球體關閉毀滅程式。碰觸球體瞬間向外發散強烈的電磁脈衝，毀掉所有奈米機器人，拯救人類。隨著球體離開，地球上所有的人類科技以及電力設施也跟著全部停擺失效，使人類回歸原點。

## 演員
- 基努·李維 飾 克拉圖（Klaatu）
- 珍妮佛·康納莉 飾 海倫·班森（Helen Benson）
- 傑登·史密斯 飾 雅各·班森（Jacob Benson）
- 約翰·克里斯 飾 巴姆哈特博士（Professor Karl Barnhardt）
- 喬·漢姆 飾 麥可博士（Dr. Michael Granier）
- 凱西·貝茲 飾 芮吉娜·傑克森（Regina Jackson），美國國防部長
- 凱爾·錢德勒 飾 約翰·德瑞斯科爾（John Driscoll）
- 羅伯特·克耐普 飾 上校
- 吳漢章 飾 吳先生（Mr. Wu）
- 約翰·羅斯曼（英语：John Rothman） 飾 麥倫博士（Dr. Myron）

## 製作
導演史考特·德瑞森在電影學生時，就相當景仰原版導演勞勃·懷斯，他接手重拍電影時有個想法，把原版1950年代的冷戰議題，轉換成2000年代的環保主題。電影自2007年12月12日到2008年3月19日於溫哥華進行拍攝。電影原先預計在2008年5月9日上映，不過因拍攝時延遲進度，於是檔期延至12月12日上映。

## 發行
在發行之前，《當地球停止轉動》即入圍2008年衛星獎的最佳特效與最佳音效獎。電影於2008年12月12日首映當天，位在卡納維爾角的宇宙連結網將電影訊號傳送至距離太陽最近的恆星系南門二。

### 評價

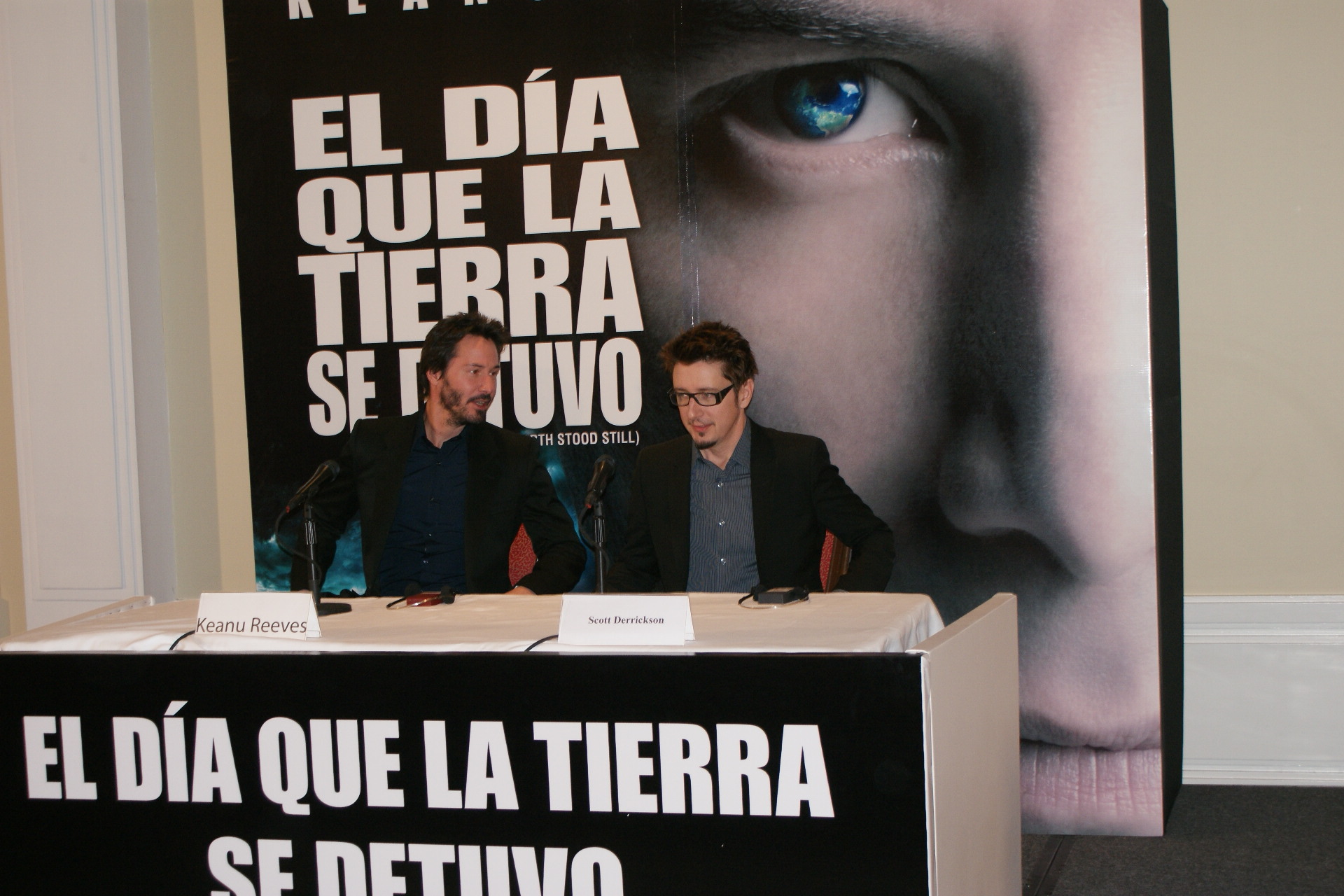
基努·李維與史考特·德瑞森於2008年12月12日在墨西哥推廣電影。

根據爛蕃茄上收集的194篇專業影評文章，其中僅40篇給出了「新鮮」的正面評價，「新鮮度」為21%，平均得分4.1分（滿分10分），而基於另一影評網站Metacritic上的34篇評論文章，7篇予以好評，7篇差評，20篇褒貶不一，平均分為40（滿分100）。多評論該片「著重於特效，卻缺乏連貫的故事為基礎，電影仍比不上1951年的科幻經典之作」。

### 票房
2008年12月12日，《當地球停止轉動》於北美首映，在其週末，儘管影評人反應不佳，但仍於3,560家影院中進帳30,480,153美元，位居票房冠軍，平均每家劇院收穫8,562美元。最終，電影在北美的總收入為79,366,978美元，其他地區153,726,881美元，全球共計233,093,859美元。

## 外部連結
- 官方网站
- 互联网电影数据库（IMDb）上《The Day the Earth Stood Still》的资料（英文）
- AllMovie上《The Day the Earth Stood Still》的资料（英文）
- TCM电影资料库上《The Day the Earth Stood Still》的资料（英文）
- Box Office Mojo上《The Day the Earth Stood Still》的資料（英文）
- Metacritic上《The Day the Earth Stood Still》的資料（英文）
- 爛番茄上《The Day the Earth Stood Still》的資料（英文）